# Zoo TV Tour
Zoo TV Tour (thường biết đến các tên gọi là ZooTV, ZOO TV hoặc ZOOTV) là một chuyến lưu diễn toàn cầu của ban nhạc rock Ireland U2. Tiếp nối từ thành công của album đầu tay của nhóm năm 1991 Achtung Baby, chuyến lưu diễn của ban nhạc sẽ đến thăm các đấu trường La Mã và những sân vận động.

## Ngày
| Ngày                                                                             | Thành phố                         | Quốc gia                          | Địa điểm                                    | Nghệ sĩ mở màn                                       | Khán giả                          | Doanh thu                         |
| Chặng 1: các nhà thi đấu ở Bắc Mỹ                                                | Chặng 1: các nhà thi đấu ở Bắc Mỹ | Chặng 1: các nhà thi đấu ở Bắc Mỹ | Chặng 1: các nhà thi đấu ở Bắc Mỹ           | Chặng 1: các nhà thi đấu ở Bắc Mỹ                    | Chặng 1: các nhà thi đấu ở Bắc Mỹ | Chặng 1: các nhà thi đấu ở Bắc Mỹ |
| -------------------------------------------------------------------------------- | --------------------------------- | --------------------------------- | ------------------------------------------- | ---------------------------------------------------- | --------------------------------- | --------------------------------- |
| 29 tháng 2 năm 1992                                                              | Lakeland                          | Hoa Kỳ                            | Trung tâm Lakeland Civic                    | Pixies                                               | 7.251 / 7.251                     | $181.275                          |
| 1 tháng 3 năm 1992                                                               | Miami                             | Hoa Kỳ                            | Miami Arena                                 | Pixies                                               | 14.000 / 14.000                   | —                                 |
| 3 tháng 3 năm 1992                                                               | Charlotte                         | Hoa Kỳ                            | Đấu trường Charlotte                        | Pixies                                               | 22.786 / 22.786                   | $569.650                          |
| 5 tháng 3 năm 1992                                                               | Atlanta                           | Hoa Kỳ                            | The Omni                                    | Pixies                                               | 16.336 / 16.336                   | $408.400                          |
| 7 tháng 3 năm 1992                                                               | Hampton                           | Hoa Kỳ                            | Đấu trường Hampton                          | Pixies                                               | 10.187 / 10.187                   | $254.675                          |
| 9 tháng 3 năm 1992                                                               | Uniondale                         | Hoa Kỳ                            | Đấu trường Nassau                           | Pixies                                               | 17.397 / 17.397                   | $434.275                          |
| 10 tháng 3 năm 1992                                                              | Philadelphia                      | Hoa Kỳ                            | The Spectrum                                | Pixies                                               | 18.349 / 18.349                   | $458.725                          |
| 12 tháng 3 năm 1992                                                              | Hartford                          | Hoa Kỳ                            | Trung tâm Hartford Civic                    | Pixies                                               | 16.438 / 16.438                   | $385.662                          |
| 13 tháng 3 năm 1992                                                              | Worcester                         | Hoa Kỳ                            | Centrum ở Worcester                         | Pixies                                               | 13.835 / 13.835                   | $345.875                          |
| 15 tháng 3 năm 1992                                                              | Providence                        | Hoa Kỳ                            | Trung tâm Providence Civic                  | Pixies                                               | 13.680 / 13.680                   | $324.900                          |
| 17 tháng 3 năm 1992                                                              | Boston                            | Hoa Kỳ                            | Boston Garden                               | Pixies                                               | 15.212 / 15.212                   | $380.300                          |
| 18 tháng 3 năm 1992                                                              | East Rutherford                   | Hoa Kỳ                            | Brendan Byrne Arena                         | Pixies                                               | 19.880 / 19.880                   | $497.000                          |
| 20 tháng 3 năm 1992                                                              | Thành phố New York                | Hoa Kỳ                            | Madison Square Garden                       | Pixies                                               | 18.179 / 18.179                   | $454.475                          |
| 21 tháng 3 năm 1992                                                              | Albany                            | Hoa Kỳ                            | Knickerbocker Arena                         | Pixies                                               | 16.258 / 16.258                   | $398.218                          |
| 23 tháng 3 năm 1992                                                              | Montréal                          | Canada                            | Montreal Forum                              | Pixies                                               | —                                 | —                                 |
| 24 tháng 3 năm 1992                                                              | Toronto                           | Canada                            | Maple Leaf Gardens                          | Pixies                                               | 16.015 / 16.015                   | $387.837                          |
| 26 tháng 3 năm 1992                                                              | Richfield                         | Hoa Kỳ                            | Đấu trường tại Richfield                    | Pixies                                               | 18.083 / 18.083                   | $452.075                          |
| 27 tháng 3 năm 1992                                                              | Auburn Hills                      | Hoa Kỳ                            | The Palace of Auburn Hills                  | Pixies                                               | 21.064 / 21.064                   | $526.600                          |
| 30 tháng 3 năm 1992                                                              | Minneapolis                       | Hoa Kỳ                            | Trung tâm Target                            | Pixies                                               | 18.256 / 18.256                   | $447.272                          |
| 31 tháng 3 năm 1992                                                              | Rosemont                          | Hoa Kỳ                            | Rosemont Horizon                            | Pixies                                               | 17.329 / 17.329                   | $433.225                          |
| 5 tháng 4 năm 1992                                                               | Dallas                            | Hoa Kỳ                            | Reunion Arena                               | Pixies                                               | 17.999 / 17.999                   | $447.175                          |
| 6 tháng 4 năm 1992                                                               | Houston                           | Hoa Kỳ                            | The Summit                                  | Pixies                                               | 16.342 / 16.342                   | $418.875                          |
| 7 tháng 4 năm 1992                                                               | Austin                            | Hoa Kỳ                            | Trung tâm Frank Erwin                       | Pixies                                               | 16.768 / 16.768                   | $416.950                          |
| 10 tháng 4 năm 1992                                                              | Tempe                             | Hoa Kỳ                            | Trung tâm ASU Activity                      | Pixies                                               | 13.302 / 13.302                   | $332.550                          |
| 12 tháng 4 năm 1992                                                              | Los Angeles                       | Hoa Kỳ                            | Nhà thi đấu Thể thao Tưởng niệm Los Angeles | Pixies                                               | 31.692 / 31.692                   | $792.300                          |
| 13 tháng 4 năm 1992                                                              | Los Angeles                       | Hoa Kỳ                            | Nhà thi đấu Thể thao Tưởng niệm Los Angeles | Pixies                                               | 31.692 / 31.692                   | $792.300                          |
| 15 tháng 4 năm 1992                                                              | San Diego                         | Hoa Kỳ                            | Nhà thi đấu Thể thao San Diego              | Pixies                                               | 13.824 / 13.824                   | $345.600                          |
| 17 tháng 4 năm 1992                                                              | Sacramento                        | Hoa Kỳ                            | ARCO Arena                                  | Pixies                                               | 15.893 / 15.893                   | $397.325                          |
| 18 tháng 4 năm 1992                                                              | Oakland                           | Hoa Kỳ                            | Oakland–Alameda County Coliseum Arena       | Pixies                                               | 14.431 / 14.431                   | $360.775                          |
| 20 tháng 4 năm 1992                                                              | Tacoma                            | Hoa Kỳ                            | Tacoma Dome                                 | Pixies                                               | 43.977 / 43.977                   | $1.099.425                        |
| 21 tháng 4 năm 1992                                                              | Tacoma                            | Hoa Kỳ                            | Tacoma Dome                                 | Pixies                                               | 43.977 / 43.977                   | $1.099.425                        |
| 23 tháng 4 năm 1992                                                              | Vancouver                         | Canada                            | Đấu trường Pacific                          | Pixies                                               | —                                 | —                                 |
| Chặng 2: các nhà thi đấu ở châu Âu                                               |                                   |                                   |                                             |                                                      |                                   |                                   |
| 7 tháng 5 năm 1992                                                               | Paris                             | Pháp                              | Cung thể thao Bercy                         | The Fatima Mansions                                  | —                                 | —                                 |
| 9 tháng 5 năm 1992                                                               | Gent                              | Bỉ                                | Flanders Expo                               | The Fatima Mansions                                  | —                                 | —                                 |
| 11 tháng 5 năm 1992                                                              | Lyon                              | Pháp                              | Hội trường Tony Garnier                     | The Fatima Mansions                                  | —                                 | —                                 |
| 12 tháng 5 năm 1992                                                              | Lausanne                          | Thụy Sĩ                           | CIG de Malley                               | The Fatima Mansions                                  | —                                 | —                                 |
| 14 tháng 5 năm 1992                                                              | San Sebastián                     | Tây Ban Nha                       | Velodrome Anoeta                            | The Fatima Mansions                                  | —                                 | —                                 |
| 16 tháng 5 năm 1992                                                              | Barcelona                         | Tây Ban Nha                       | Palau Sant Jordi                            | The Fatima Mansions                                  | —                                 | —                                 |
| 18 tháng 5 năm 1992                                                              | Barcelona                         | Tây Ban Nha                       | Palau Sant Jordi                            | The Fatima Mansions                                  | —                                 | —                                 |
| 21 tháng 5 năm 1992                                                              | Assago                            | Ý                                 | Forum di Assago                             | The Fatima Mansions                                  | —                                 | —                                 |
| 22 tháng 5 năm 1992                                                              | Assago                            | Ý                                 | Forum di Assago                             | The Fatima Mansions                                  | —                                 | —                                 |
| 24 tháng 5 năm 1992                                                              | Viên                              | Áo                                | Donauinsel                                  | The Fatima Mansions                                  | —                                 | —                                 |
| 25 tháng 5 năm 1992                                                              | München                           | Đức                               | Olympiahalle                                | The Fatima Mansions                                  | —                                 | —                                 |
| 27 tháng 5 năm 1992                                                              | Zürich                            | Thụy Sĩ                           | Hallenstadion                               | The Fatima Mansions                                  | —                                 | —                                 |
| 29 tháng 5 năm 1992                                                              | Frankfurt am Main                 | Đức                               | Festhalle                                   | The Fatima Mansions                                  | —                                 | —                                 |
| 31 tháng 5 năm 1992                                                              | Luân Đôn                          | Anh                               | Earls Court                                 | The Fatima Mansions                                  | —                                 | —                                 |
| 1 tháng 6 năm 1992                                                               | Birmingham                        | Anh                               | Trung tâm triển lãm quốc gia                | The Fatima Mansions                                  | —                                 | —                                 |
| 4 tháng 6 năm 1992                                                               | Dortmund                          | Đức                               | Westfalenhalle                              | The Fatima Mansions                                  | —                                 | —                                 |
| 5 tháng 6 năm 1992                                                               | Dortmund                          | Đức                               | Westfalenhalle                              | The Fatima Mansions                                  | —                                 | —                                 |
| 8 tháng 6 năm 1992                                                               | Göteborg                          | Thụy Điển                         | Scandinavium                                | The Fatima Mansions                                  | —                                 | —                                 |
| 10 tháng 6 năm 1992                                                              | Stockholm                         | Thụy Điển                         | Globen                                      | The Fatima Mansions                                  | —                                 | —                                 |
| 11 tháng 6 năm 1992                                                              | Stockholm                         | Thụy Điển                         | Globen                                      | The Fatima Mansions                                  | —                                 | —                                 |
| 13 tháng 6 năm 1992                                                              | Kiel                              | Đức                               | Sparkassen-Arena                            | The Fatima Mansions                                  | —                                 | —                                 |
| 15 tháng 6 năm 1992                                                              | Rotterdam                         | Hà Lan                            | Ahoy                                        | The Fatima Mansions                                  | —                                 | —                                 |
| 17 tháng 6 năm 1992                                                              | Sheffield                         | Anh                               | Sheffield Arena                             | The Fatima Mansions                                  | —                                 | —                                 |
| 18 tháng 6 năm 1992                                                              | Glasgow                           | Scotland                          | SECC                                        | The Fatima Mansions                                  | —                                 | —                                 |
| 19 tháng 6 năm 1992                                                              | Manchester                        | Anh                               | Trung tâm GMEX                              | The Fatima Mansions                                  | —                                 | —                                 |
| Chặng 3: các sân vận động ở Bắc Mỹ ("Outside Broadcast")                         |                                   |                                   |                                             |                                                      |                                   |                                   |
| 7 tháng 8 năm 1992                                                               | Hershey                           | Hoa Kỳ                            | Sân vận động Hersheypark                    | WNOC                                                 | —                                 | —                                 |
| 12 tháng 8 năm 1992                                                              | East Rutherford                   | Hoa Kỳ                            | Sân vận động Giants                         | Primus The Disposable Heroes of Hiphoprisy           | 109.000 / 109.000                 | $3.269.790                        |
| 13 tháng 8 năm 1992                                                              | East Rutherford                   | Hoa Kỳ                            | Sân vận động Giants                         | Primus The Disposable Heroes of Hiphoprisy           | 109.000 / 109.000                 | $3.269.790                        |
| 15 tháng 8 năm 1992                                                              | Washington, D.C.                  | Hoa Kỳ                            | Sân vận động Tưởng niệm Robert F. Kennedy   | Primus The Disposable Heroes of Hiphoprisy           | 97.038 / 97.038                   | $2.765.583                        |
| 16 tháng 8 năm 1992                                                              | Washington, D.C.                  | Hoa Kỳ                            | Sân vận động Tưởng niệm Robert F. Kennedy   | Primus The Disposable Heroes of Hiphoprisy           | 97.038 / 97.038                   | $2.765.583                        |
| 18 tháng 8 năm 1992                                                              | Saratoga Springs                  | Hoa Kỳ                            | Saratoga Gaming and Raceway                 | Primus The Disposable Heroes of Hiphoprisy           | 30.227 / 35.000                   | $906.810                          |
| 20 tháng 8 năm 1992                                                              | Foxborough                        | Hoa Kỳ                            | Sân vận động Foxboro                        | Primus The Disposable Heroes of Hiphoprisy           | 148.736 / 148.736                 | $4.427.100                        |
| 22 tháng 8 năm 1992                                                              | Foxborough                        | Hoa Kỳ                            | Sân vận động Foxboro                        | Primus The Disposable Heroes of Hiphoprisy           | 148.736 / 148.736                 | $4.427.100                        |
| 23 tháng 8 năm 1992                                                              | Foxborough                        | Hoa Kỳ                            | Sân vận động Foxboro                        | Primus The Disposable Heroes of Hiphoprisy           | 148.736 / 148.736                 | $4.427.100                        |
| 25 tháng 8 năm 1992                                                              | Pittsburgh                        | Hoa Kỳ                            | Sân vận động Three Rivers                   | Primus The Disposable Heroes of Hiphoprisy           | 39.586 / 39.586                   | $1.028.783                        |
| 27 tháng 8 năm 1992                                                              | Montréal                          | Canada                            | Sân vận động Olympic                        | Primus The Disposable Heroes of Hiphoprisy           | 42.210 / 43.000                   | $1.010.864                        |
| 29 tháng 8 năm 1992                                                              | Thành phố New York                | Hoa Kỳ                            | Sân vận động Yankee                         | Primus The Disposable Heroes of Hiphoprisy           | 104.100 / 104.100                 | $3.123.000                        |
| 30 tháng 8 năm 1992                                                              | Thành phố New York                | Hoa Kỳ                            | Sân vận động Yankee                         | Primus The Disposable Heroes of Hiphoprisy           | 104.100 / 104.100                 | $3.123.000                        |
| 2 tháng 9 năm 1992                                                               | Philadelphia                      | Hoa Kỳ                            | Sân vận động Cựu chiến binh                 | Primus The Disposable Heroes of Hiphoprisy           | 88.684 / 88.684                   | $2.691.880                        |
| 3 tháng 9 năm 1992                                                               | Philadelphia                      | Hoa Kỳ                            | Sân vận động Cựu chiến binh                 | Primus The Disposable Heroes of Hiphoprisy           | 88.684 / 88.684                   | $2.691.880                        |
| 5 tháng 9 năm 1992                                                               | Toronto                           | Canada                            | Sân vận động Triển lãm                      | Primus The Disposable Heroes of Hiphoprisy           | 108.043 / 108.043                 | $3.021.488                        |
| 6 tháng 9 năm 1992                                                               | Toronto                           | Canada                            | Sân vận động Triển lãm                      | Primus The Disposable Heroes of Hiphoprisy           | 108.043 / 108.043                 | $3.021.488                        |
| 9 tháng 9 năm 1992                                                               | Pontiac                           | Hoa Kỳ                            | Pontiac Silverdome                          | Primus The Disposable Heroes of Hiphoprisy           | 36.740 / 40.680                   | $1.102.200                        |
| 11 tháng 9 năm 1992                                                              | Ames                              | Hoa Kỳ                            | Sân vận động Cyclone                        | Primus The Disposable Heroes of Hiphoprisy           | 48.822 / 48.822                   | $1.452.630                        |
| 13 tháng 9 năm 1992                                                              | Madison                           | Hoa Kỳ                            | Sân vận động Camp Randall                   | Big Audio Dynamite II Public Enemy                   | 62.280 / 62.280                   | $1.868.400                        |
| 15 tháng 9 năm 1992                                                              | Tinley Park                       | Hoa Kỳ                            | Nhà hát World Music                         | Big Audio Dynamite II Public Enemy                   | 89.307 / 89.307                   | $2.457.690                        |
| 16 tháng 9 năm 1992                                                              | Tinley Park                       | Hoa Kỳ                            | Nhà hát World Music                         | Big Audio Dynamite II Public Enemy                   | 89.307 / 89.307                   | $2.457.690                        |
| 18 tháng 9 năm 1992                                                              | Tinley Park                       | Hoa Kỳ                            | Nhà hát World Music                         | Big Audio Dynamite II Public Enemy                   | 89.307 / 89.307                   | $2.457.690                        |
| 20 tháng 9 năm 1992                                                              | St. Louis                         | Hoa Kỳ                            | Sân vận động Tưởng niệm Busch               | Big Audio Dynamite II Public Enemy                   | 48.054 / 48.054                   | $1.389.930                        |
| 23 tháng 9 năm 1992                                                              | Columbia                          | Hoa Kỳ                            | Sân vận động Williams-Brice                 | Big Audio Dynamite II Public Enemy                   | 28.305 / 40.136                   | $776.568                          |
| 25 tháng 9 năm 1992                                                              | Atlanta                           | Hoa Kỳ                            | Georgia Dome                                | Big Audio Dynamite II Public Enemy                   | 53.427 / 53.427                   | $1.602.810                        |
| 3 tháng 10 năm 1992                                                              | Miami Gardens                     | Hoa Kỳ                            | Sân vận động Joe Robbie                     | Big Audio Dynamite II Public Enemy                   | 45.244 / 46.000                   | $1.289.454                        |
| 7 tháng 10 năm 1992                                                              | Birmingham                        | Hoa Kỳ                            | Legion Field                                | Big Audio Dynamite II Public Enemy                   | 35.209 / 41.632                   | $1.021.061                        |
| 10 tháng 10 năm 1992                                                             | Tampa                             | Hoa Kỳ                            | Sân vận động Tampa                          | Big Audio Dynamite II Public Enemy                   | 41.090 / 42.500                   | $1.194.407                        |
| 14 tháng 10 năm 1992                                                             | Houston                           | Hoa Kỳ                            | Houston Astrodome                           | Big Audio Dynamite II Public Enemy                   | 31.884 / 35.000                   | $925.560                          |
| 16 tháng 10 năm 1992                                                             | Irving                            | Hoa Kỳ                            | Sân vận động Texas                          | The Sugarcubes Public Enemy                          | 39.514 / 39.514                   | $1.144.500                        |
| 18 tháng 10 năm 1992                                                             | Thành phố Kansas                  | Hoa Kỳ                            | Sân vận động Arrowhead                      | The Sugarcubes The Disposable Heroes of Hiphoprisy   | 37.867 / 40.000                   | $1.154.944                        |
| 21 tháng 10 năm 1992                                                             | Denver                            | Hoa Kỳ                            | Sân vận động Mile High                      | The Sugarcubes Public Enemy                          | 54.450 / 54.450                   | $1.654.390                        |
| 24 tháng 10 năm 1992                                                             | Tempe                             | Hoa Kỳ                            | Sân vận động Sun Devil                      | The Sugarcubes Public Enemy                          | 35.177 / 40.000                   | $1.055.310                        |
| 27 tháng 10 năm 1992                                                             | El Paso                           | Hoa Kỳ                            | Sân vận động Sun Bowl                       | The Sugarcubes Public Enemy                          | 35.564 / 39.500                   | $1.066.920                        |
| 30 tháng 10 năm 1992                                                             | Los Angeles                       | Hoa Kỳ                            | Sân vận động Dodger                         | The Sugarcubes Public Enemy                          | 108.357 / 108.357                 | $3.250.710                        |
| 31 tháng 10 năm 1992                                                             | Los Angeles                       | Hoa Kỳ                            | Sân vận động Dodger                         | The Sugarcubes Public Enemy                          | 108.357 / 108.357                 | $3.250.710                        |
| 3 tháng 11 năm 1992                                                              | Vancouver                         | Canada                            | Sân vận động BC Place                       | The Sugarcubes Public Enemy                          | 77.448 / 83.000                   | $2.143.567                        |
| 4 tháng 11 năm 1992                                                              | Vancouver                         | Canada                            | Sân vận động BC Place                       | The Sugarcubes Public Enemy                          | 77.448 / 83.000                   | $2.143.567                        |
| 7 tháng 11 năm 1992                                                              | Oakland                           | Hoa Kỳ                            | Đấu trường Quận Oakland-Alameda             | The Sugarcubes Public Enemy                          | 59.800 / 59.800                   | $1.793.700                        |
| 10 tháng 11 năm 1992                                                             | San Diego                         | Hoa Kỳ                            | Sân vận động Jack Murphy                    | The Sugarcubes Public Enemy                          | 33.575 / 55.000                   | $999.765                          |
| 12 tháng 11 năm 1992                                                             | Whitney                           | Hoa Kỳ                            | Sân vận động Sam Boyd                       | The Sugarcubes Public Enemy                          | 27.774 / 37.011                   | $860.994                          |
| 14 tháng 11 năm 1992                                                             | Anaheim                           | Hoa Kỳ                            | Sân vận động Anaheim                        | The Sugarcubes Public Enemy                          | 48.640 / 48.640                   | $1.462.800                        |
| 21 tháng 11 năm 1992                                                             | Thành phố México                  | México                            | Palacio de los Deportes                     | Big Audio Dynamite II                                | 83.068 / 83.068                   | $4.148.756                        |
| 22 tháng 11 năm 1992                                                             | Thành phố México                  | México                            | Palacio de los Deportes                     | Big Audio Dynamite II                                | 83.068 / 83.068                   | $4.148.756                        |
| 24 tháng 11 năm 1992                                                             | Thành phố México                  | México                            | Palacio de los Deportes                     | Big Audio Dynamite II                                | 83.068 / 83.068                   | $4.148.756                        |
| 25 tháng 11 năm 1992                                                             | Thành phố México                  | México                            | Palacio de los Deportes                     | Big Audio Dynamite II                                | 83.068 / 83.068                   | $4.148.756                        |
| Chặng 4: các sân vận động ở châu Âu ("Zooropa")                                  |                                   |                                   |                                             |                                                      |                                   |                                   |
| 9 tháng 5 năm 1993                                                               | Rotterdam                         | Hà Lan                            | Sân vận động Feijenoord                     | Utah Saints Claw Boys Claw                           | —                                 | —                                 |
| 10 tháng 5 năm 1993                                                              | Rotterdam                         | Hà Lan                            | Sân vận động Feijenoord                     | Einstürzende Neubauten Claw Boys Claw                | —                                 | —                                 |
| 11 tháng 5 năm 1993                                                              | Rotterdam                         | Hà Lan                            | Sân vận động Feijenoord                     | Claw Boys Claw                                       | —                                 | —                                 |
| 15 tháng 5 năm 1993                                                              | Lisboa                            | Bồ Đào Nha                        | Sân vận động José Alvalade                  | Utah Saints                                          | —                                 | —                                 |
| 19 tháng 5 năm 1993                                                              | Oviedo                            | Tây Ban Nha                       | Sân vận động Carlos Tartiere                | Utah Saints The Ramones                              | —                                 | —                                 |
| 22 tháng 5 năm 1993                                                              | Madrid                            | Tây Ban Nha                       | Sân vận động Vicente Calderón               | Utah Saints The Ramones                              | —                                 | —                                 |
| 26 tháng 5 năm 1993                                                              | Nantes                            | Pháp                              | Sân vận động Beaujoire                      | Urban Dance Squad Utah Saints                        | —                                 | —                                 |
| 29 tháng 5 năm 1993                                                              | Werchter                          | Bỉ                                | Festival Grounds                            | Stereo MCs Urban Dance Squad                         | —                                 | —                                 |
| 2 tháng 6 năm 1993                                                               | Frankfurt am Main                 | Đức                               | Waldstadion                                 | Stereo MCs Die Toten Hosen                           | —                                 | —                                 |
| 4 tháng 6 năm 1993                                                               | München                           | Đức                               | Sân vận động Olympic                        | Stereo MCs Die Toten Hosen                           | —                                 | —                                 |
| 6 tháng 6 năm 1993                                                               | Stuttgart                         | Đức                               | Cannstatter Wasen                           | Stereo MCs Die Toten Hosen                           | —                                 | —                                 |
| 9 tháng 6 năm 1993                                                               | Bremen                            | Đức                               | Weserstadion                                | Stereo MCs Die Toten Hosen                           | —                                 | —                                 |
| 12 tháng 6 năm 1993                                                              | Köln                              | Đức                               | Sân vận động Müngersdorfer                  | Stereo MCs Die Toten Hosen                           | —                                 | —                                 |
| 15 tháng 6 năm 1993                                                              | Berlin                            | Đức                               | Sân vận động Olympic                        | Stereo MCs Die Toten Hosen                           | —                                 | —                                 |
| 23 tháng 6 năm 1993                                                              | Strasbourg                        | Pháp                              | Sân vận động Meinau                         | Stereo MCs The Velvet Underground                    | —                                 | —                                 |
| 26 tháng 6 năm 1993                                                              | Paris                             | Pháp                              | Hippodrome de Vincennes                     | Belly The Velvet Underground                         | —                                 | —                                 |
| 28 tháng 6 năm 1993                                                              | Lausanne                          | Thụy Sĩ                           | Sân vận động Olympic Pontaise               | The Velvet Underground                               | —                                 | —                                 |
| 30 tháng 6 năm 1993                                                              | Basel                             | Thụy Sĩ                           | Sân vận động St. Jakob                      | Stereo MCs The Velvet Underground                    | —                                 | —                                 |
| 2 tháng 7 năm 1993                                                               | Verona                            | Ý                                 | Sân vận động Marc'Antonio Bentegodi         | An Emotional Fish Pearl Jam                          | —                                 | —                                 |
| 3 tháng 7 năm 1993                                                               | Verona                            | Ý                                 | Sân vận động Marc'Antonio Bentegodi         | An Emotional Fish Pearl Jam                          | —                                 | —                                 |
| 6 tháng 7 năm 1993                                                               | Roma                              | Ý                                 | Sân vận động Flaminio                       | An Emotional Fish Pearl Jam                          | —                                 | —                                 |
| 7 tháng 7 năm 1993                                                               | Roma                              | Ý                                 | Sân vận động Flaminio                       | An Emotional Fish Pearl Jam                          | —                                 | —                                 |
| 9 tháng 7 năm 1993                                                               | Napoli                            | Ý                                 | Sân vận động San Paolo                      | Ligabue The Velvet Underground                       | —                                 | —                                 |
| 12 tháng 7 năm 1993                                                              | Torino                            | Ý                                 | Sân vận động Alpi                           | An Emotional Fish Ligabue                            | —                                 | —                                 |
| 14 tháng 7 năm 1993                                                              | Marseille                         | Pháp                              | Sân vận động Vélodrome                      | An Emotional Fish                                    | —                                 | —                                 |
| 17 tháng 7 năm 1993                                                              | Bologna                           | Ý                                 | Sân vận động Renato Dall'Ara                | An Emotional Fish Galliano                           | —                                 | —                                 |
| 18 tháng 7 năm 1993                                                              | Bologna                           | Ý                                 | Sân vận động Renato Dall'Ara                | An Emotional Fish Galliano                           | —                                 | —                                 |
| 23 tháng 7 năm 1993                                                              | Budapest                          | Hungary                           | Népstadion                                  | Ákos                                                 | —                                 | —                                 |
| 27 tháng 7 năm 1993                                                              | Copenhagen                        | Đan Mạch                          | Sân vận động Gentofte                       | PJ Harvey Stereo MCs                                 | —                                 | —                                 |
| 29 tháng 7 năm 1993                                                              | Oslo                              | Na Uy                             | Sân vận động Valle Hovin                    | PJ Harvey Stereo MCs                                 | —                                 | —                                 |
| 31 tháng 7 năm 1993                                                              | Stockholm                         | Thụy Điển                         | Sân vận động Olympic Stockholm              | PJ Harvey Stereo MCs                                 | —                                 | —                                 |
| 3 tháng 8 năm 1993                                                               | Nijmegen                          | Hà Lan                            | Goffertpark                                 | PJ Harvey Stereo MCs                                 | —                                 | —                                 |
| 7 tháng 8 năm 1993                                                               | Glasgow                           | Scotland                          | Celtic Park                                 | Utah Saints PJ Harvey                                | —                                 | —                                 |
| 8 tháng 8 năm 1993                                                               | Glasgow                           | Scotland                          | Celtic Park                                 | Utah Saints Stereo MCs                               | —                                 | —                                 |
| 11 tháng 8 năm 1993                                                              | Luân Đôn                          | Anh                               | Sân vận động Wembley                        | PJ Harvey Big Audio Dynamite II                      | —                                 | —                                 |
| 12 tháng 8 năm 1993                                                              | Luân Đôn                          | Anh                               | Sân vận động Wembley                        | PJ Harvey Big Audio Dynamite II                      | —                                 | —                                 |
| 14 tháng 8 năm 1993                                                              | Leeds                             | Anh                               | Roundhay Park                               | Marxman Stereo MCs                                   | —                                 | —                                 |
| 18 tháng 8 năm 1993                                                              | Cardiff                           | Wales                             | Cardiff Arms Park                           | Utah Saints Stereo MCs                               | —                                 | —                                 |
| 20 tháng 8 năm 1993                                                              | Luân Đôn                          | Anh                               | Sân vận động Wembley                        | Utah Saints Stereo MCs                               | —                                 | —                                 |
| 21 tháng 8 năm 1993                                                              | Luân Đôn                          | Anh                               | Sân vận động Wembley                        | Björk Stereo MCs                                     | —                                 | —                                 |
| 24 tháng 8 năm 1993                                                              | Cork                              | Cộng hòa Ireland                  | Páirc Uí Chaoimh                            | Engine Alley Utah Saints                             | —                                 | —                                 |
| 27 tháng 8 năm 1993                                                              | Dublin                            | Cộng hòa Ireland                  | RDS Arena                                   | Marxman, The Golden Horde                            | 72.000 / 72.000                   | $2.413.370                        |
| 28 tháng 8 năm 1993                                                              | Dublin                            | Cộng hòa Ireland                  | RDS Arena                                   | Scary Éire Stereo MCs                                | 72.000 / 72.000                   | $2.413.370                        |
| Chặng 5: các sân vận động ở châu Đại Dương và Nhật Bản ("Zoomerang/New Zooland") |                                   |                                   |                                             |                                                      |                                   |                                   |
| 12 tháng 11 năm 1993                                                             | Melbourne                         | Úc                                | Melbourne Cricket Ground                    | Big Audio Dynamite II Kim Salmon and the Surrealists | —                                 | —                                 |
| 13 tháng 11 năm 1993                                                             | Melbourne                         | Úc                                | Melbourne Cricket Ground                    | Big Audio Dynamite II Kim Salmon and the Surrealists | —                                 | —                                 |
| 16 tháng 11 năm 1993                                                             | Adelaide                          | Úc                                | Football Park                               | Big Audio Dynamite II Kim Salmon and the Surrealists | —                                 | —                                 |
| 20 tháng 11 năm 1993                                                             | Brisbane                          | Úc                                | Trung tâm Thể thao và Điền kinh Queensland  | Big Audio Dynamite II Kim Salmon and the Surrealists | —                                 | —                                 |
| 26 tháng 11 năm 1993                                                             | Sydney                            | Úc                                | Sân vận động bóng đá Sydney                 | Big Audio Dynamite II Kim Salmon and the Surrealists | —                                 | —                                 |
| 27 tháng 11 năm 1993                                                             | Sydney                            | Úc                                | Sân vận động bóng đá Sydney                 | Big Audio Dynamite II Kim Salmon and the Surrealists | —                                 | —                                 |
| 1 tháng 12 năm 1993                                                              | Christchurch                      | New Zealand                       | Lancaster Park                              | 3Ds Big Audio Dynamite II                            | —                                 | —                                 |
| 4 tháng 12 năm 1993                                                              | Auckland                          | New Zealand                       | Sân vận động Western Springs                | 3Ds Big Audio Dynamite II                            | —                                 | —                                 |
| 9 tháng 12 năm 1993                                                              | Tokyo                             | Nhật Bản                          | Tokyo Dome                                  | Big Audio Dynamite II                                | —                                 | —                                 |
| 10 tháng 12 năm 1993                                                             | Tokyo                             | Nhật Bản                          | Tokyo Dome                                  | Big Audio Dynamite II                                | —                                 | —                                 |